# Maryland Mansions
Maryland Mansions è un album in studio del musicista statunitense Cex, pubblicato nel 2003.

## Tracce
1. Drive Off a Mountain – 3:14
2. Stop Eating – 3:09
3. Take Pills – 2:59
4. Kill Me – 3:34
5. My Head – 2:57
6. New Maps – 2:52
7. Stillnaut Riyan – 3:12
8. The Strong Suit – 3:15